# Gustaf Adolph Mellin
Gustaf Adolph Mellin, född omkring 1645, död 25 februari 1710, var en svensk friherre och militär.

## Biografi
Gustaf Adolph Mellin var son till överste Berendt Mellin och Margareta Paykull samt måg till Lorentz Creutz den äldre. Han blev fänrik vid Karelska infanteriregementet 1664, löjtnant vid Tavastehus läns infanteriregemente 1668, kapten där 1671, major 1677, överstelöjtnant vid Björneborgs läns infanteriregemente 1679 och upphöjdes 1691 till friherre. Han var 1700–1710 överste och hef för Viborgs infanteriregemente. I slaget vid Narva förde han befälet över en bataljon fotfolk. Gustaf Adolf Mellin skrev sig till godsen Kulju i Karkku socken och Innis i Keels socken i Estland.